# أندريا غاميز
أندريا غاميز (بالإسبانية: Andrea Gámiz) مواليد 31 أكتوبر 1992 في كاراكاس، هي لاعبة كرة مضرب فنزويلية وتحتل حالياً المرتبة رقم. 210 (20 يوليو 2015) في تصنيف رابطة محترفات كرة المضرب. أعلى تصنيف لها في الفردي كان المركز الـ 245 في سنة 2015.

## روابط خارجية
- أندريا غاميز على موقع رابطة محترفات التنس (الإنجليزية)
- أندريا غاميز على موقع الاتحاد الدولي لكرة المضرب (الإنجليزية)
- أندريا غاميز على موقع كأس بيلي جين كينغ (الإنجليزية)
- أندريا غاميز على موقع خلاصة التنس.كوم (الإنجليزية)
- أندريا غاميز على موقع أوليمبيديا (الإنجليزية)